# 中租企業羽球隊
中租企業羽球隊是台灣第五個由企業成立的職業羽球隊，母企業為中租控股，成立於2015年7月1日，主要合作廠商為台灣美津濃。

## 球隊歷史
中租羽球隊的創辦人為中租控股總裁辜仲立及其妻辜周靖華，兩人在假日時常偕同家人前往打球，因而結識北市民權國小的羽球教練陳嬥筌，在與對方多次互動後，而決定成立中租羽球隊協助解決台灣培養基層選手的困境，亦為台灣第五支由企業贊助的職業羽球隊。
2015年7月1日，中租企業羽球隊正式成立，並分別與百齡高中、西湖國中及中山國中合作，簽約種子球員合計36名，包括甲組選手15名、乙組選手21名，年齡為16至20歳，並在臺北市天母興建專用羽球場館。同月，中租選手盧震/林聖傑在該年的第2次全國羽球排名賽乙組賽事取得男雙亞軍，晉級甲組。
中租羽球隊在成立後前兩年因甲組選手人數不足而無法參賽，隊員只能暫與其他甲組球隊合作參加全國羽球團體錦標賽。2018年5月，中租羽球隊第一次以甲組球隊身分參加中華民國107年度全國羽球團體錦標賽，最終在男子團體及女子團體甲組比賽中皆以小組預賽第三名止步。
2019年1月，尚於大同高中就讀的隊員李子晴/鄧淳薰在第1次全國羽球排名賽奪得女雙冠軍，為中租羽球隊成軍以來第一座排名賽冠軍。

## 球隊成員

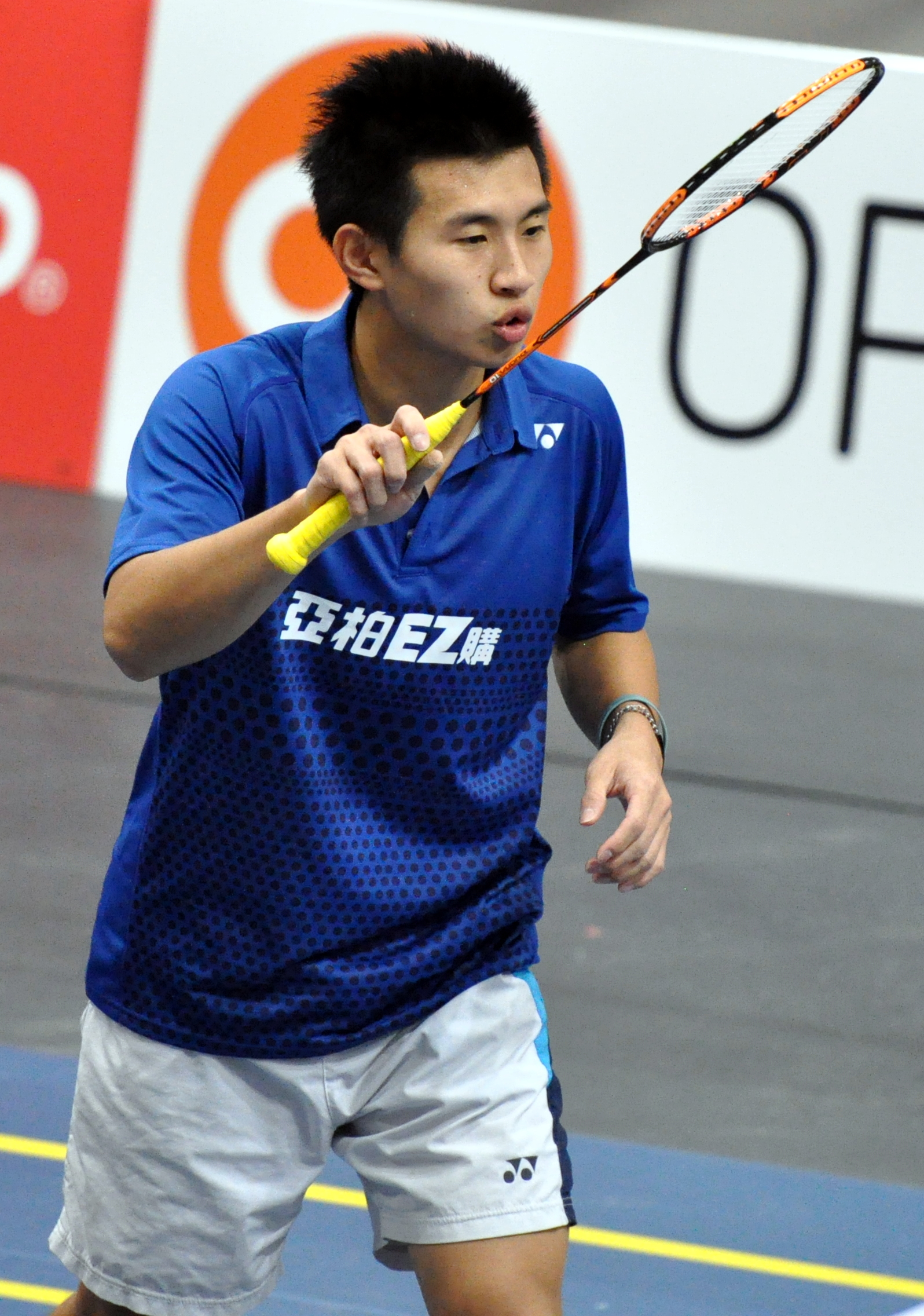
隊員蘇敬恒

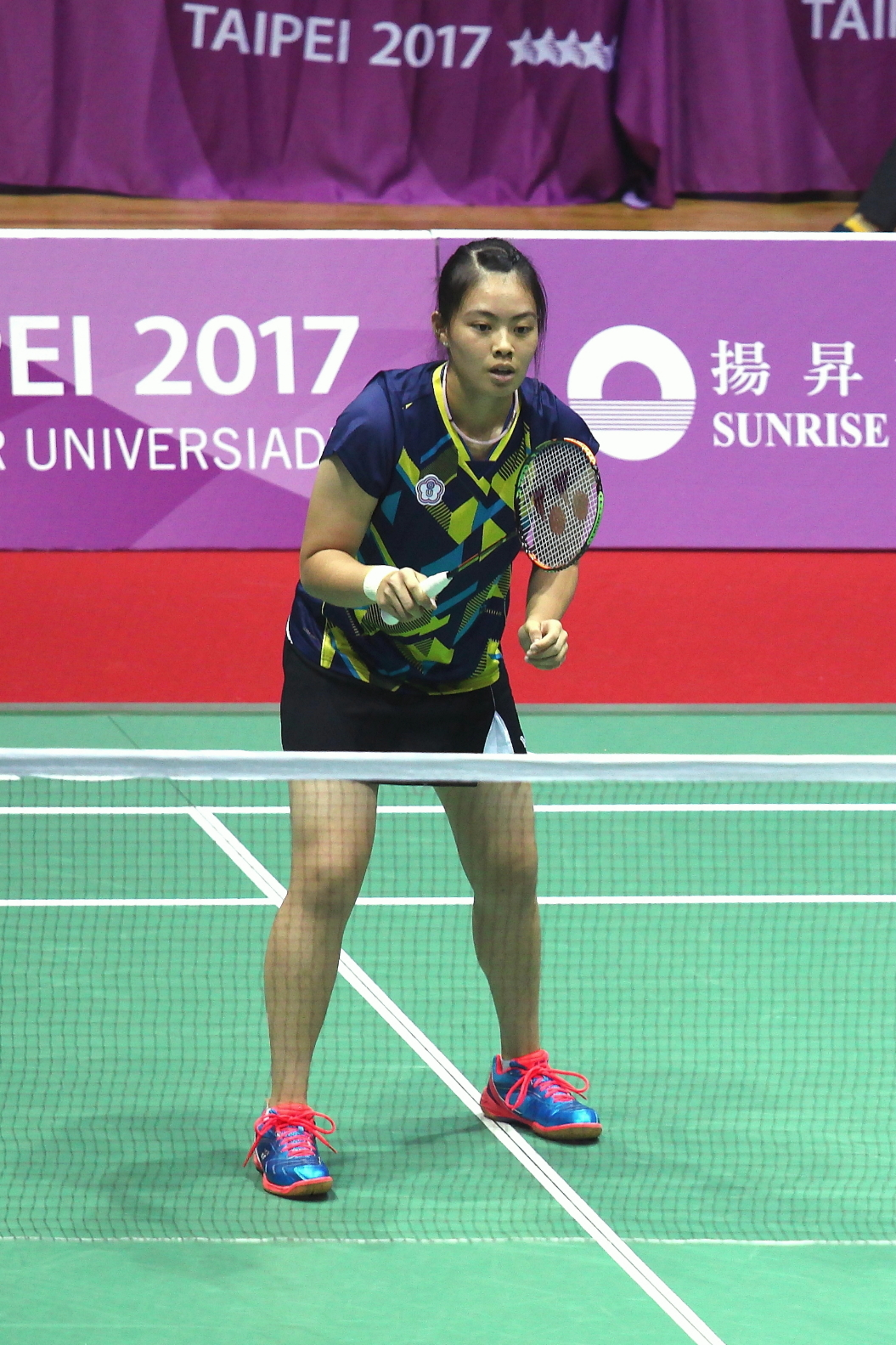
隊員李佳馨

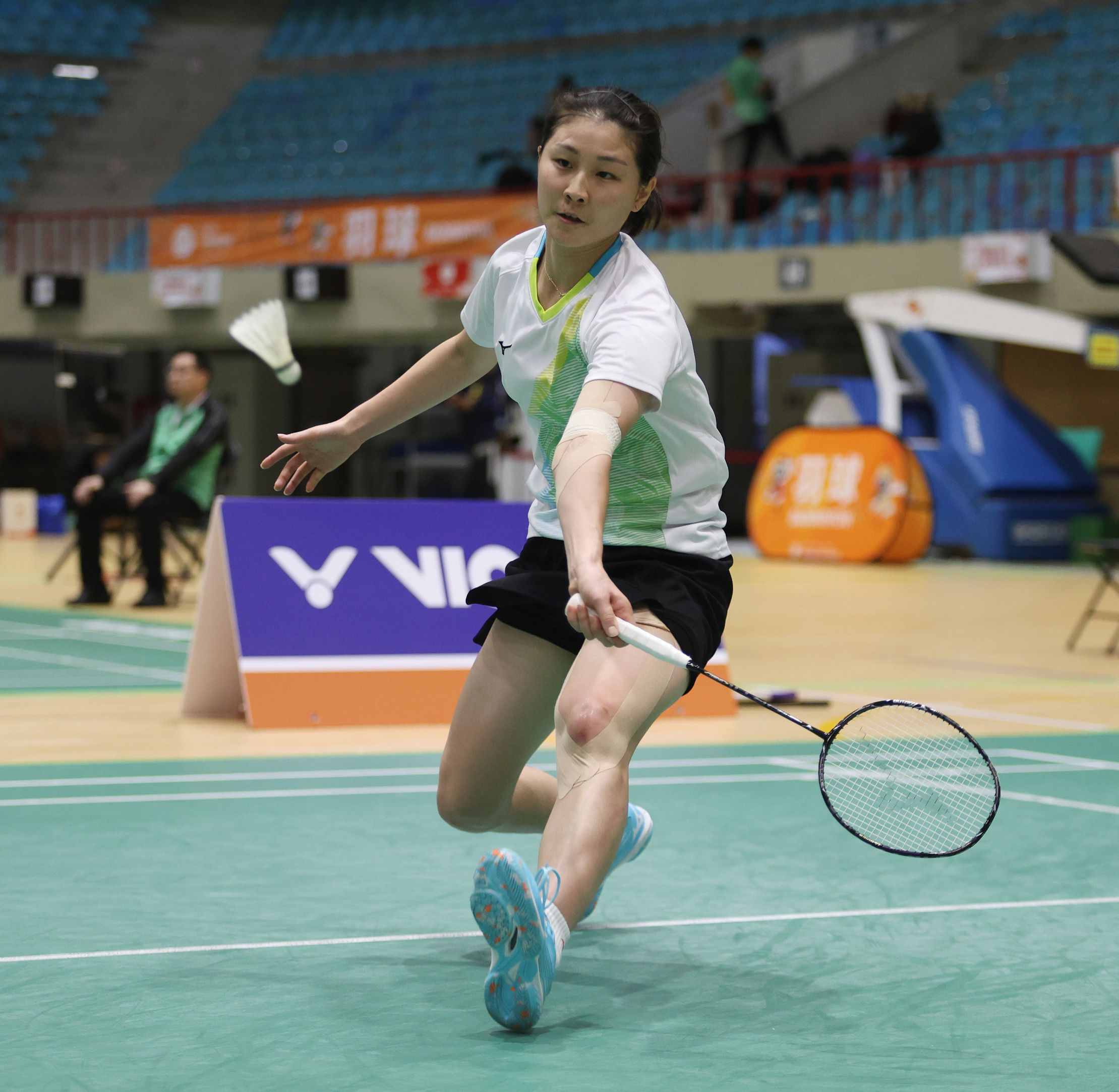
隊員林湘緹

| 教練 | 楊鈞翔、黃博翊、洪詩涵、林峻永 |

| 男隊員                                                                     | 女隊員                                           |
| -------------------------------------------------------------------------- | ------------------------------------------------ |
| 江建葦 吳軒毅 戚又仁 游盛博 葉宏蔚 盧敬堯 蘇敬恒 張凱翔 許喆宇 曾秉強 楊洋 | 李佳馨 林湘緹 許玟琪 黃瀞平 鄧淳薰 詹又蓁 楊筑云 |

## 歷年成績
| 年份   | 成績                 | 成績                |
| 年份   | 男子團體甲組         | 女子團體甲組        |
| ------ | -------------------- | ------------------- |
| 2018年 | 第5/10名（小組第三） | 第5/9名（小組第三） |
| 2019年 | 第5/9名（小組第三）  | 季軍                |
| 2020年 | 季軍                 | 亞軍                |
| 2021年 | 甲組賽事未舉行       | 甲組賽事未舉行      |
| 2022年 | 季軍                 | 第5/8名（小組第四） |
| 2023年 | 甲組賽事未舉行       | 甲組賽事未舉行      |
| 2024年 | 甲組賽事未舉行       | 甲組賽事未舉行      |

## 建教合作
中租羽球隊建教合作學校如下
- 臺北市立大同高級中學
- 國立新豐高級中學
- 臺北市立大學
- 國立體育大學

## 註腳

## 外部連結
- 中租企業羽球隊的Facebook專頁